# 18 décembre 1945
Le mardi 18 décembre 1945 est le 352e jour de l'année 1945.

## Naissances
- Alexandru Dincă (mort le 30 avril 2012), handballeur roumain
- Carolyn Wood, nageuse américaine
- Charlotte Leslie, chanteuse française
- Fiamma Nirenstein, journaliste italienne
- Jacques Azibert (mort le 10 janvier 2025), joueur français de rugby à XIII
- Jean Pronovost, joueur et entraîneur de hockey sur glace canadien
- Nasser David Khalili, collectionneur d'art iranien
- Robert Eads (morte le 17 janvier 1999), homme trans américain
- Teimumu Kepa, femme politique fidjienne
- Thierry Desmarest (mort le 9 janvier 2024), chef d'entreprise français

## Décès
- Ernst Hans Eberhard (né le 25 octobre 1866), historien étudiant allemand
- Frédéric Brugmann de Walzin (né le 8 août 1874), politicien belge
- Gaëtan Blum (né le 18 décembre 1876), Astronome français
- Gabriellino D'Annunzio (né le 10 avril 1886), cinéaste italien
- Gustav Simon (né le 2 août 1900), politicien allemand

## Événements
- l'Uruguay est admis à l'ONU.